# Anadia (Portugal)
Anadia is een gemeente in het Portugese district Aveiro.
De gemeente heeft een totale oppervlakte van 217 km² en telde 31.545 inwoners in 2001.

## Plaatsen in de gemeente
- Aguim
- Amoreira da Gândara
- Ancas
- Arcos (freguesia urbana)
- Avelãs de Caminho
- Avelãs de Cima
- Mogofores
- Moita
- Óis do Bairro
- Paredes do Bairro
- São Lourenço do Bairro
- Sangalhos
- Tamengos
- Vila Nova de Monsarros
- Vilarinho do Bairro

## Sport
Van 7 tot en met 10 juli 2022 vonden in Anadia de junioren- en beloftewedstrijden plaats van de Europese kampioenschappen wielrennen 2022. Bij de belofte won de Nederlandse Shirin van Anrooij zowel de tijdrit als de wegwedstrijd.